# Rossošanskij rajon
Il Rossošanskij rajon (in russo Россошанский район?) è un rajon dell'Oblast' di Voronež, in Russia; il capoluogo è Rossoš'. Istituito nel 1928, ricopre una superficie di 2.400 km².